# ابوالفضل امیرزاده (ورزش)
ابوالفضل امیرزاده (زادهٔ ۱۷ اردیبهشت ۱۳۷۷ در سیرجان) عکاس ورزشی اهل ایران است. او به‌عنوان عکاس رسمی باشگاه فوتبال گل‌گهر سیرجان شناخته می‌شود و همچنین با فدراسیون بدنسازی و پرورش اندام جمهوری اسلامی ایران همکاری دارد.

## زندگی و فعالیت حرفه‌ای
ابوالفضل امیرزاده فعالیت عکاسی حرفه‌ای خود را از دهه ۱۳۹۰ آغاز کرد. وی عمدتاً در حوزهٔ ورزش فعال است و تاکنون از رویدادها و تمرینات بسیاری از تیم‌ها و مسابقات ملی و استانی عکس‌برداری کرده‌است.
او یکی از عکاسان فعال باشگاه فرهنگی ورزشی گل‌گهر سیرجان است و آثارش بارها در رسانه‌های مطرح کشور از جمله ورزش سه، خبرگزاری فارس، ایلنا، خبرگزاری برنا و ایران‌بی‌بی‌اف منتشر شده‌است.
امیرزاده در حوزهٔ بدنسازی نیز با فدراسیون مربوطه همکاری داشته و در پوشش تصویری رویدادهای رسمی این فدراسیون مشارکت کرده‌است.